# Maciej Poręba
Maciej Poręba (ur. 3 stycznia 1951 w Warszawie) – polski polityk, działacz partyjny, poseł na Sejm III kadencji.

## Życiorys
Ukończył w 1975 studia na Wydziale Historycznym Uniwersytetu Warszawskiego. Pracował jako redaktor w wydawnictwach, następnie w Polmozbycie, Zjednoczeniu Rozpowszechniania Filmów, Instytucie Zachodnim w Poznaniu i Instytucie Badań Literackich Polskiej Akademii Nauk. Od 1983 zajmował stanowisko kierownika w Centrum Studiów Związków Zawodowych, od 1987 do rozwiązania był głównym specjalistą w Komitecie Centralnym Polskiej Zjednoczonej Partii Robotniczej. Od 1990 do 1993 był etatowym pracownikiem Socjaldemokracji RP, później krótko zatrudniony w spółce prawa handlowego. Od 1996 do 1997 pełnił funkcję dyrektora generalnego w Urzędzie Mieszkalnictwa i Rozwoju Miast.
W wyborach parlamentarnych w 1997 z listy krajowej Sojuszu Lewicy Demokratycznej uzyskał mandat posła III kadencji. W 2001 bez powodzenia ubiegał się o reelekcję w okręgu stołecznym. Był wiceprzewodniczącym struktur wojewódzkich SLD na Mazowszu. Po 2001 związany z biznesem, powoływany w skład rad nadzorczych różnych przedsiębiorstw. Był też krótko wiceprezesem grupy holdingowej Bumar-Waryński.